# John Giffard (2e baron Giffard)
John Giffard (24 juin 1287 – 6 mai 1322), 2e baron Giffard, est un chevalier et rebelle anglais.

## Jeunesse et carrière militaire
John Giffard est le fils unique de John Giffard et de sa troisième épouse Margaret de Neville. Lorsque son père meurt en 1299, John hérite du château de Brimpsfield, de Rockhampton dans le Gloucestershire, du château de Carreg Cennen en Galles, du château de Clifford dans le Herefordshire ainsi que d'autres domaines dans le Wiltshire. Étant encore mineur, ses biens sont placés sous tutelle jusqu'au 8 mai 1308, date à laquelle il rend hommage au roi Édouard II pour ses terres. En 1309, John devient l'administrateur du château de Dryslwyn en Galles, qu'il remet finalement en 1312 à Thomas le Blund. Du 8 octobre 1311 au 15 mai 1321, John est convoqué au sessions du Parlement sous le titre de baron Giffard. Le 24 juin 1314, Giffard est capturé par les Écossais au cours de la bataille de Bannockburn. Après sa libération, il participe à l'écrasement de la rébellion de Llywelyn Bren dans le Glamorgan en février 1316. Le 20 avril suivant, Giffard est nommé intendant du Glamorgan, dont le seigneur Gilbert de Clare a été tué à Bannockburn. Il est moins rancunier que son collaborateur Pain de Turberville et pardonne à de nombreux partisans de Llywelyn Bren. Giffard quitte l'administration du Glamorgan le 22 mai 1317, peu de temps avant qu'il ne soit hérité par Hugues le Despenser le Jeune, son cousin-par-alliance. En 1316, John Giffard est créé chevalier banneret et appartient en 1318 aux chevaliers servant directement le roi Édouard.

## Rébellion des barons contre Despenser
Face à l'influence grandissante de Hugues le Despensers sur Édouard II, les barons d'Angleterre font part de leur mécontentement. Giffard hésite longtemps à rejoindre les barons de l'opposition, mais il refuse toutefois d'apporter son soutien aux abus de Despenser. Finalement, Giffard se décide à rejoindre une rébellion baronniale au printemps 1321, connue sous le nom de guerre des Despenser. En mai, il pille avec d'autres seigneurs des Marches galloises les possessions de Despenser. Giffard est pardonné pour sa participation à la rébellion dès le 20 août par le Parlement, qui vient tout juste de prononcer l'exil de Despenser. Néanmoins, Édouard négocie secrètement le ralliement de plusieurs barons à ses côtés avant de lancer sa contre-offensive contre les rebelles. Après avoir écrasé un soulèvement dans le Kent en octobre 1321, le roi part affronter les barons des Marches en décembre. Le 7 décembre, Édouard ordonne l'arrestation de Giffard et le 26, fait détruire le château de Brimpsfield, siège de Giffard. Le 4 janvier 1322, le roi confisque les biens de Giffard. En représailles, ce dernier occupe Gloucester et empêche le roi de franchir la Severn. Le roi marche alors sur Worcester puis Bridgnorth, où Giffard fait détruire avec ses alliés le pont qui permet de traverser la Severn. Accompagné de Roger Mortimer de Chirk et de son neveu Roger Mortimer de Wigmore, Giffard met à sac Bridgnorth. Le roi parvient enfin à traverser le fleuve à Shrewsbury et y reçoit la capitulation des Mortimer. Édouard se retire ensuite à Gloucester, où il révoque l'exil de Despenser. Entretemps, Giffard rejoint Thomas de Lancastre, un des chefs de la révolte à l'été 1321. Il l'assiste dans le siège infructueux du château royal de Tickhill. Le 16 mars 1322, les derniers barons rebelles sont anéantis à la bataille de Boroughbridge par l'armée royale. Giffard est capturé le lendemain aux côtés de Lancastre. Incarcéré quelque temps à Londres, Giffard est transféré le 28 avril à Gloucester pour y être jugé. Convaincu de haute trahison, il est condamné à mort et exécuté quelques jours plus tard par pendaison puis écartèlement.

## Famille et succession
Giffard épouse avant le 6 novembre 1311 Aveline, fille de Hugh de Courtenay, seigneur de Okehampton, et son épouse Eleanor, fille de Hugues le Despenser (en). Le mariage ne produit pas de descendance. La veuve de Giffard est autorisée à conserver à vie l'usufruit de ses biens à King's Stanley, dans le Gloucestershire, tandis que Brimpsfield et l'essentiel de ses terres en Angleterre sont donnés à Hugues le Despenser l'Aîné, oncle de son épouse. Ses possessions en Galles sont confiées à Despenser le Jeune. Après la chute d'Édouard II et l'exécution des Despenser en 1326, le Parlement rend à Aveline de Courtenay l'ensemble des biens de son défunt époux. Elle ne profite guère de ses nouveaux biens puisqu'elle meurt dès le 27 avril 1327. Après sa mort, plusieurs héritiers potentiels réclament les biens de Giffard. John de Caylewe hérite initialement des biens de Giffard mais ils sont attribués en 1329 par le roi Édouard III à John Maltravers, un des geôliers d'Édouard II après sa chute du pouvoir. Caylewe se plaint de cette décision et reçoit définitivement les terres de John Giffard tandis que Maltravers est désigné héritier des biens de Margaret de Neville, mère de John Giffard. Maltravers succède à Margaret à sa mort en 1338.